# U-3017
U-3017 – niemiecki okręt podwodny (U-Boot) typu XXI z okresu II wojny światowej. Okręt wszedł do służby w 1945 roku; po wojnie przejęty przez Wielką Brytanię. Jeden z 8 okrętów tego typu, które przetrwały wojnę.
Zamówienie na budowę okrętu zostało złożone w stoczni AG Weser w Bremie. Rozpoczęcie budowy okrętu miało miejsce 2 września 1944. Wodowanie nastąpiło 5 listopada 1944, wejście do służby 5 stycznia 1945. Jedynym dowódcą był Oblt. Rolf Lindschau.
Okręt odbywał szkolenie w 4. Flotylli, od 1 maja służył w niej jako okręt bojowy. Nie odbył żadnego patrolu bojowego, nie zatopił żadnej jednostki przeciwnika.
Poddany w Horten (Norwegia) w maju 1945, przebazowany do Wielkiej Brytanii. Włączony do floty brytyjskiej jako N 41. Używany do prób, złomowany w Newport w listopadzie 1949.